# Муніципальне право
Муніципа́льне право — комплексна галузь публічного права в окремих національних правових системах; наука і навчальна дисципліна про місцеве самоврядування.
Деякі автори вважають муніципальне право підгалуззю конституційного права.

## Назва
Поняття «муніципальне право» походить від «муніципалітет», а останнє, в свою чергу, від лат. municipium — самоврядна громада. Конституція України не вживає терміна «муніципалітет», використовуючи замість нього поняття «місцеве самоврядування» і «комунальна власність».
Але термін «комунальне право» з деяких причин не сприймається в Україні. В юридичній, науковій, навчальній та іншій літературі в основному вживається термін «муніципальне право». Відповідну назву мають навчальні дисципліни у вищих навчальних закладах.
Аналогічну назву ця галузь має у Великій Британії, Іспанії, Російській Федерації, США та в інших країнах.
Комунальним правом цю галузь називають у Німеччині та на півночі Європи.
Крім того, послуговуються словосполученням «локальна демократія».

## Муніципальне право як наука
Предметом муніципального права є місцеве самоврядування як відносно самостійний вид суспільних відносин, пов'язаних з організацією і здійсненням влади територіальними громадами.
Систему муніципального права складають його інститути і норми.
Основними інститутами муніципального права України є:
 — інститут загальних засад місцевого самоврядування;
 — інститут територіальних громад;
 — інститут форм безпосереднього волевиявлення територіальних громад: місцевих виборів, місцевих референдумів та інших форм безпосередньої демократії;
 — інститут представницьких органів місцевого самоврядування (рад);
 — інститут виконавчих органів місцевого самоврядування;
 — інститут сільських, селищних, міських голів;
 — інститут органів самоорганізації населення;
 — інститут територіальних основ місцевого самоврядування;
 — інститут комунальної власності;
 — інститут фінансових основ місцевого самоврядування;
 — інститут об'єднань органів місцевого самоврядування;
 — інститут гарантій місцевого самоврядування;
 — інститут юридичної відповідальності органів і посадових осіб системи місцевого самоврядування.
З 1990 року у вітчизняній науці розпочалися системні дослідження проблем місцевого самоврядування, поступово сформувалася вітчизняна школа муніципального права, представниками якої є такі вчені, як М. Баймуратов, Ю. Бальцій, О. Батанов, В. Борденюк, Т. Буряк, І. Бутко, М. Воронов, Р. Давидов, І. Дробуш, В. Кампо, А. Коваленко, М. Корнієнко, В. Кравченко, П. Любченко, М. Орзіх, В. Погорілко, О. Прієшкіна, М. Тухтинський, О. Фрицький, Г. Чапала та інші вчені.
Вітчизняні теорія та методологія самоврядування знаходяться на стадії формування. Їм поки що бракує ґрунтовних досліджень з проблематики муніципального права.